# Bankera
Bankera — рід грибів родини банкерові (Bankeraceae). Назва вперше опублікована 1955 року.

## Класифікація
До роду Bankera відносять 7 видів:
- Bankera carnosa
- Bankera cinerea
- Bankera fuligineoalba
- Bankera infundibulum
- Bankera mollis
- Bankera violacea
- Bankera violascens